# Baron Kingston
Baron Kingston ist ein erblicher britischer Adelstitel, der zweimal in der Peerage of Ireland und einmal in der Peerage of the United Kingdom verliehen wurde.

## Verleihungen
Erstmals wurde am 4. September 1660 in der Peerage of Ireland der Titel Baron Kingston, of Kingston in the County of Dublin, für Sir John King geschaffen. Der Titel erlosch beim Tod seines Enkels, des 4. Barons, am 26. Dezember 1761, der keine männlichen Nachkommen hinterließ.
Drei Jahre später wurde am 13. Juli 1764 in der Peerage of Ireland der Titel Baron Kingston, of Rockingham in the County of Roscommon, für Sir Edward King, 5. Baronet neu geschaffen. Dieser war ein Nachkomme des Bruders des 1. Barons erster Verleihung und führte bereits seit 1755 den 1682 in der Baronetage of Ireland geschaffenen Titel Baronet, of Boyle Abbey in the County of Roscommon. In der Peerage of Ireland wurde er zudem am 15. November 1766 zum Viscount Kingsborough, of Kingsborough in the County of Sligo und am 25. August 1768 zum Earl of Kingston erhoben. 
Seinem Enkel, dem 3. Earl, wurde am 17. Juli 1821 der Titel Baron Kingston, of Mitchelstown in the County of Cork. Dieser Titel gehörte zur Peerage of the United Kingdom und war im Gegensatz zu den irischen Titeln mit einem Sitz im britischen House of Lords verbunden. Dieser Titel erlosch beim kinderlosen Tod des 5. Earls am 8. September 1869. Das Earldom und die übrigen Titel fielen an dessen Cousin Robert King, 2. Viscount Lorton, der 1854 von seinem Vater Robert King (1773–1854), dem zweitgeborenen Sohn des 3. Earls, die Titel Viscount Lorton, of Boyle in the County of Roscommon, und Baron Erris, of Boyle in the County of Roscommon, geerbt, die diesem am 28. Mai 1806 bzw. 29. Dezember 1800 in der Peerage of Ireland verliehen worden waren. Beide Titel sind seither ebenfalls dem Earldom nachgeordnet.

## Liste der Barons Kingston

### Barons Kingston, erste Verleihung (1660)
- John King, 1. Baron Kingston († 1676)
- Robert King, 2. Baron Kingston († 1693)
- John King, 3. Baron Kingston (um 1664–1728)
- James King, 4. Baron Kingston (1693–1761)

### Barons Kingston, zweite Verleihung (1764)
- Edward King, 1. Earl of Kingston, 1. Baron Kingston (1726–1797)
- Robert King, 2. Earl of Kingston, 2. Baron Kingston (1754–1799)
- George King, 3. Earl of Kingston, 3. und 1. Baron Kingston (1771–1839)
- Robert King, 4. Earl of Kingston, 4. und 2. Baron Kingston (1796–1867)
- James King, 5. Earl of Kingston, 5. und 3. Baron Kingston (1800–1869)
- Robert King, 6. Earl of Kingston, 6. Baron Kingston (1804–1869)
- Robert King, 7. Earl of Kingston, 7. Baron Kingston (1831–1871)
- Henry King-Tenison, 8. Earl of Kingston, 8. Baron Kingston (1848–1896)
- Henry King-Tenison, 9. Earl of Kingston, 9. Baron Kingston (1874–1946)
- Robert King-Tenison, 10. Earl of Kingston, 10. Baron Kingston (1897–1948)
- Barclay King-Tenison, 11. Earl of Kingston, 11. Baron Kingston (1943–2002)
- Robert King-Tenison, 12. Earl of Kingston, 12. Baron Kingston (* 1969)

Titelerbe (Heir apparent) ist der Sohn des aktuellen Titelinhabers Charles King-Tenison, Viscount Kingsborough (* 2000).

### Barons Kingston, dritte Verleihung (1821)
- George King, 3. Earl of Kingston, 3. und 1. Baron Kingston (1771–1839)
- Robert King, 4. Earl of Kingston, 4. und 2. Baron Kingston (1796–1867)
- James King, 5. Earl of Kingston, 5. und 3. Baron Kingston (1800–1869)